# Ostrov (Žďárec)
Ostrov je vesnice, část obce Žďárec v okrese Brno-venkov v Jihomoravském kraji. Nachází se v Křižanovské vrchovině, asi 1,5 km na jihovýchod od Žďárce. Kolem vsi prochází silnice II/389. Žije zde 27 obyvatel.
Ostrov leží v katastrálním území Žďárec o výměře 5,90 km².

## Historie
První písemná zmínka o vsi je z roku 1363. Součástí Žďárce je Ostrov od roku 1850.
K 1. lednu 2005 byla vesnice Ostrov, jako součást obce Žďárec, společně s dalšími 23 obcemi převedena z okresu Žďár nad Sázavou (Kraj Vysočina) do okresu Brno-venkov (Jihomoravský kraj).

## Obyvatelstvo
| Rok            | 1869 | 1880 | 1890 | 1900 | 1910 | 1921 | 1930 | 1950 | 1961 | 1970 | 1980 | 1991 | 2001 | 2011 | 2021 |
| -------------- | ---- | ---- | ---- | ---- | ---- | ---- | ---- | ---- | ---- | ---- | ---- | ---- | ---- | ---- | ---- |
| Počet obyvatel | 60   | 65   | 61   | 70   | 84   | 87   | 76   | 46   | 60   | 62   | 46   | 35   | 42   | 30   | 27   |
| Počet domů     | 10   | 10   | 12   | 13   | 14   | 14   | 15   | 15   | —    | 14   | 13   | 14   | 20   | 17   | 18   |

Vývoj počtu obyvatel

## Galerie

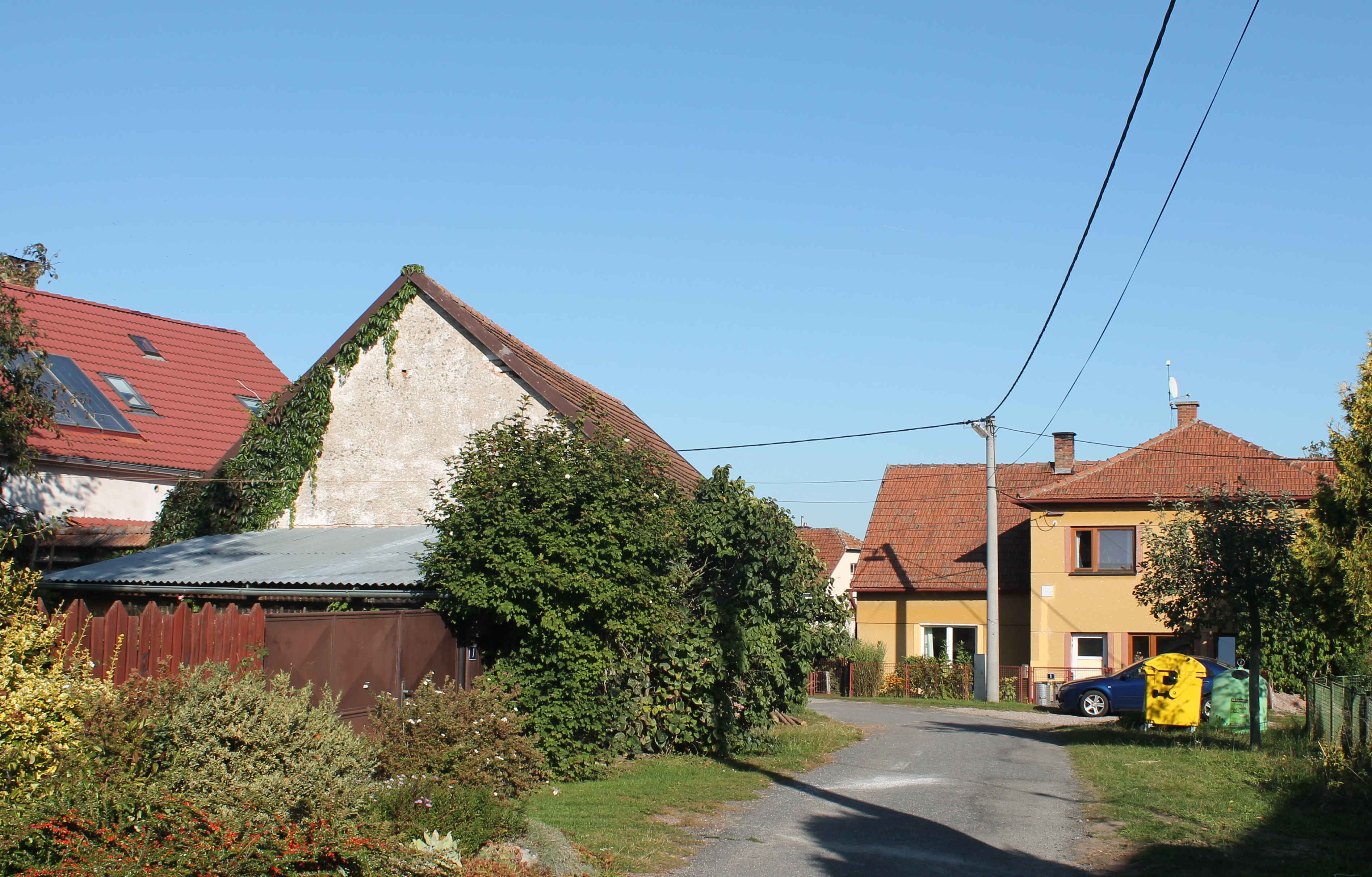
Náves
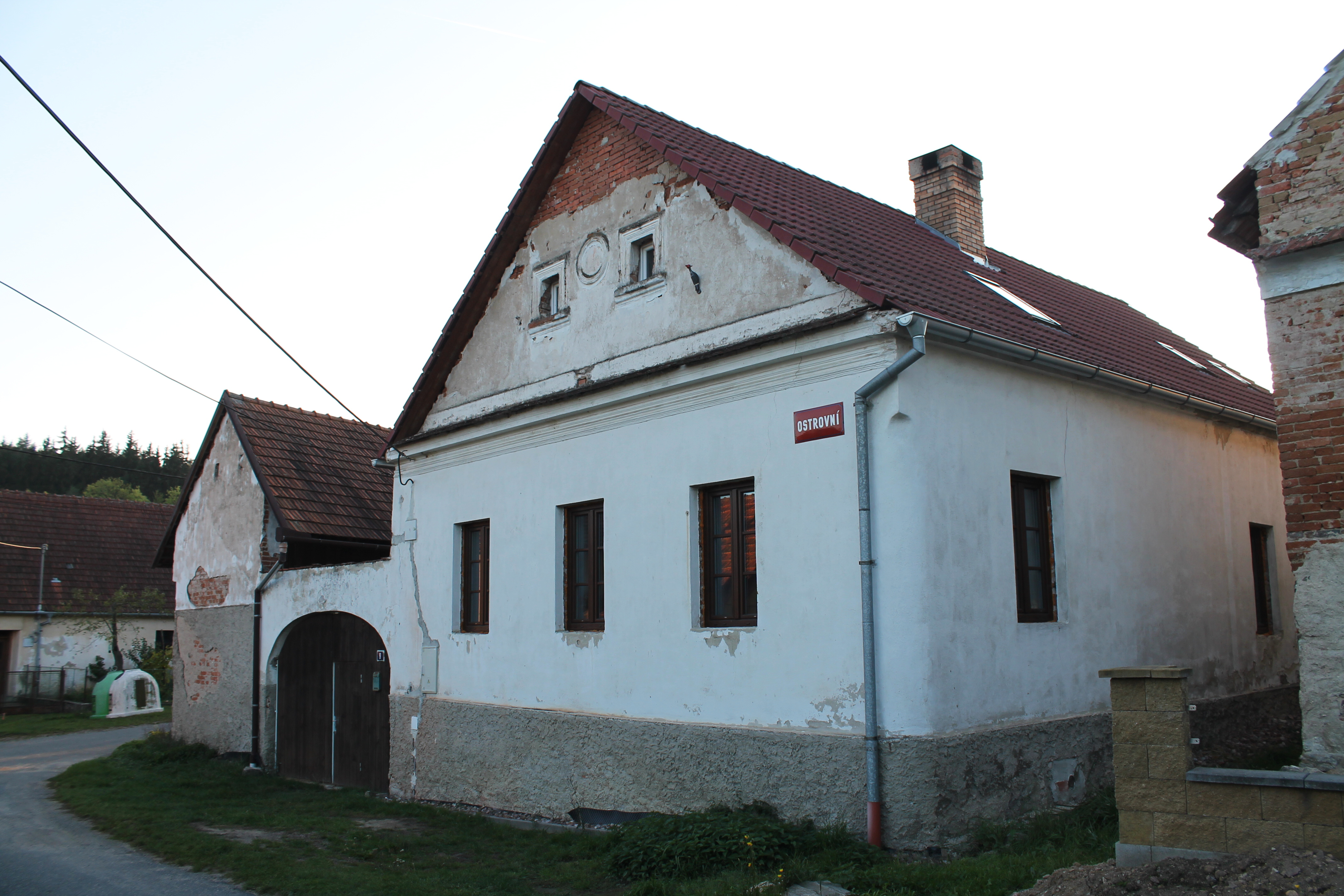
Statek
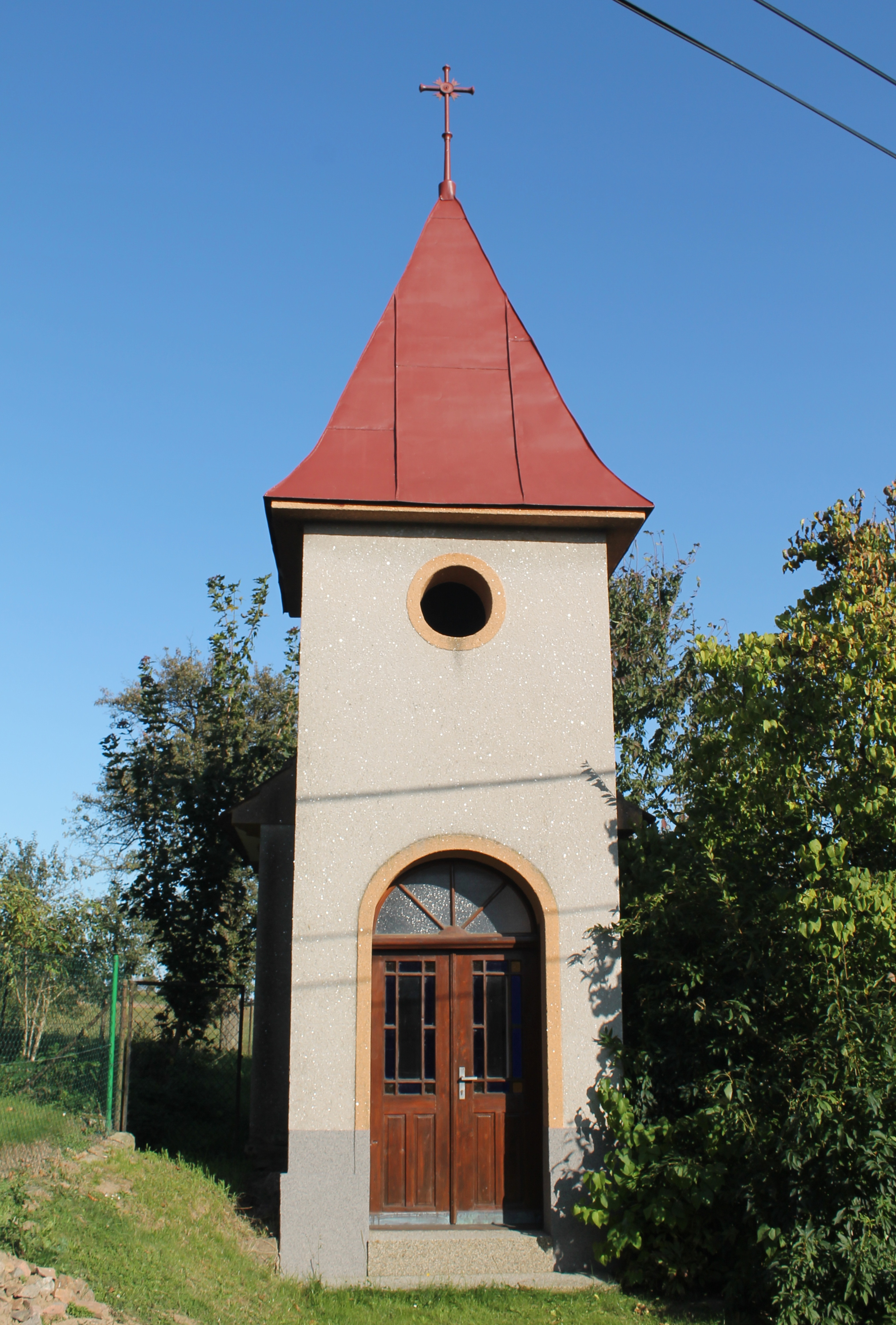
Kaple svatého Václava
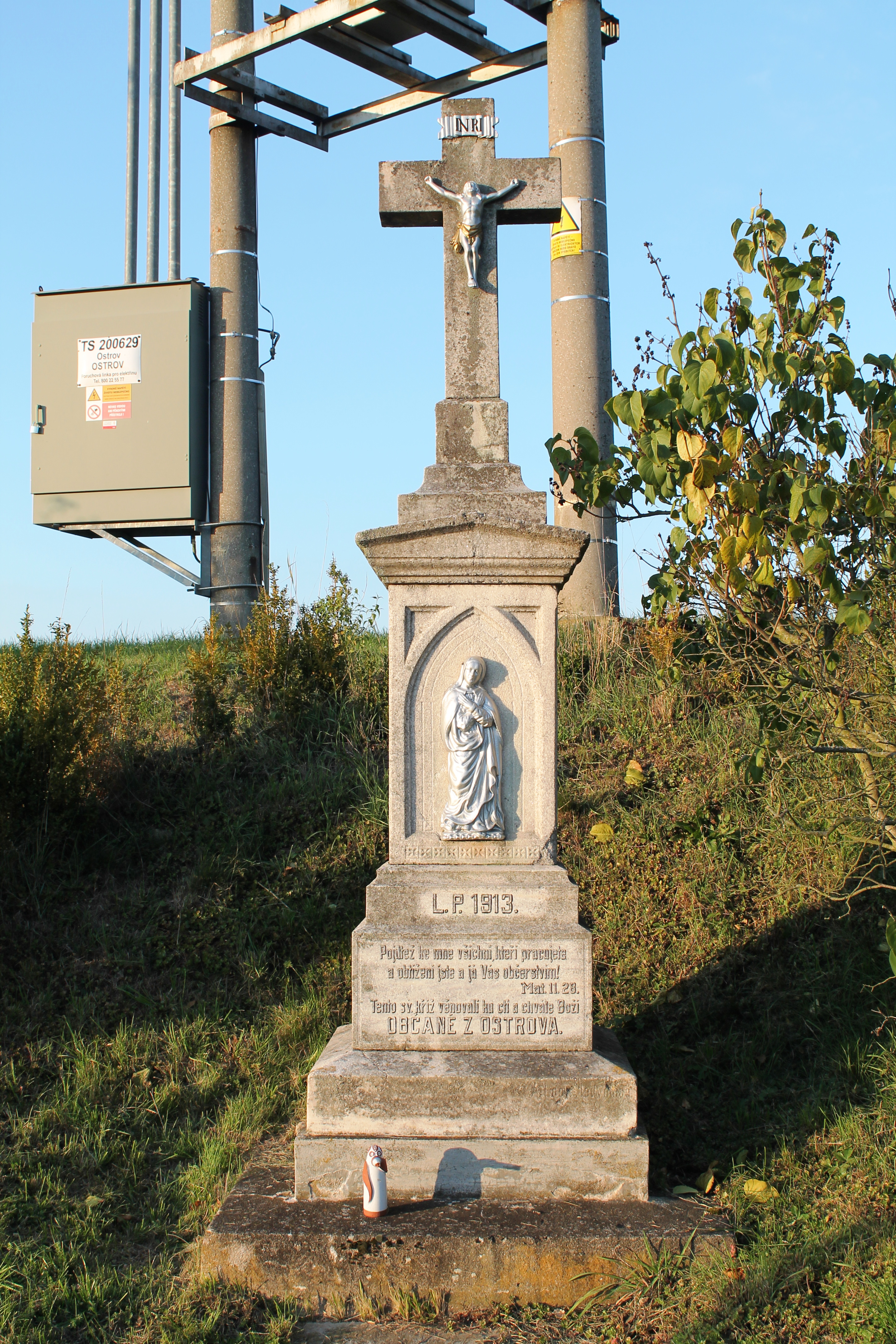
Kříž u silnice